# Híjj-zutty
A Híjj-zutty (Frritt-Flacc) Jules Verne novellája. A történet először a párizsi Le Figaro illustré újságban jelent meg 1884 decemberében. 1885. július 10-én a szerző felolvasta történetet az Amiens-i Akadémián. A kissé módosított történet 1886. november 4-én Pierre-Jules Hetzel adta ki az Egy sorsjegy története regénnyel egy kötetben, majd 1886. november 11-én az Egy sorsjegy története és a Hódító Robur regényekkel egy dupla kötetben, ez volt a Különleges utazások huszonegyedik dupla kötete. Végül az ismét szerzői felülvizsgálaton átesett novella 1886 december elsején Magasin d'Éducation et de Récréation folyóiratban is megjelent.
A cím magyarázata: a híjj a vihar szelét, a zutty az özönvízként áradó esőt jelenti, e páros adja a novella ütemét.

## Tartalom
|  | Alább a cselekmény részletei következnek! |

A képzeletbeli Luktrop kisvárosban Trifulgas orvost csak a betegei pénze érdekli. Egy szeles, eső verte éjszakán kopogtatnak az ajtaján. A bárkás Vort Kartif lánya az, aki haldokló apjához hívja a doktort. A doktor elküldi a lányt. Hamarosan a bárkás felesége zörgeti fel a doktort, aki nem találja elegendőnek a felajánlott pénzt, így nem megy ki a beteghez. Harmadszorra a beteg édesanyja jön a doktorhoz, de a kért kétszázezer pénz helyett csak százhúszezre van, ez a teljes vagyona. A doktor elsőre nemet mond, de rövid számolás után meggyőzi magát, jól fizet a kiszállás, az anyával tart.
A doktort útjára elkíséri a kutyája, az anya nem bírja tartani a lépést, lemarad. Tombol a vihar, ítéletidő van.  A megadott címre érkezve Trifulgas a saját házát ismeri fel. Belép a szobába, ez az ő szobája. Odamegy az ágyhoz, ez az ő ágya. És ebben az ágyban ő maga szenved, közel a halálhoz. Mindent megpróbál, hogy meggyógyítsa önmagát. De már túl késő.
És Trifulgas doktor, mindama dolgok ellenére, melyeket a tudomány sugallhatott neki, meghal a tulajdon kezei között.
|  | Itt a vége a cselekmény részletezésének! |

## Fejezetek
A novella hét rövid fejezetből áll.

## Értékelés
A történet a Verne által nagyra tartott Charles Dickens Karácsonyi ének (1843) regényére emlékeztet. Mindkettőben a hős csak a pénz iránt érdeklődik, a szívben nincs hely az együttérzésnek. A két hőst – Dickensnél Ebenezer Scrooge uzsorást – az éjszaka folyamán három lény (múlt, jelen és jövő karácsonyainak szelleme, illetve a bárkás lánya, feleség, és anya) látogatja meg. Végül mindketten saját halálukkal néznek szembe. De Dickens hőse megváltozik, Verne-é nem.

## Szereplők
- Trifulgas orvos
- Vort Kartif, bárkás
- Vort Kartif lánya
- Vort Kartif felesége
- Vort Kartif anyja
- Hurzof, Trifulgas kutyája

## Érdekességek
- Egyébként mindennek megvolt a tarifája: a tífusz ennyibe került, a gutaütés annyiba, a szívburokgyulladás amannyiba, nem szólva a többiről, amit az orvosok tucatjával találnak ki.[4]

- Verne ritkán írt horrorregényt vagy -novellát. Érdekes módon két magyar érintettségű regénye, a Várkastély a Kárpátokban és a Storitz Vilmos titka ilyen.

- Verne több írásában tűzi tollhegyére a gátlástalanul meggazdagodni vágyókat, ha nem is mindig ír nekik olyan szörnyű sorsot, mint Trifulgas doktornak: Az aranyvulkán, Antifer mester csodálatos kalandjai vagy Az arany meteor.

## Magyar kiadások
- Zakariás mester és más elbeszélések, fordítók: Klumák István és Timár György, Unikornis, Budapest, 2002, ISBN 9634274722. A kötetben található novellák: A humbug, Híjj-zutty, Zakariás mester, Ox doktor hóbortos ötlete és Az ostromzáron át.
- Híjj-zutty,[5] Rakéta regényújság